# Bakker van Maanen
Bakker van Maanen (officieel: Bakker Van Maanen) is een Nederlandse franchiseketen van bakkerijen. Het bedrijf werd opgericht door Jan van Maanen in 1907 in Katwijk aan den Rijn. Het bedrijf is gevestigd op ongeveer zestig locaties.

## Geschiedenis
Bakker van Maanen startte in 1907 toen Jan van Maanen een failliete bakkerij overnam in Katwijk aan den Rijn. In 1989 verhuisde het bedrijf naar een groter pand aan de Heerenweg in Katwijk. In 2003 nemen broers Henk-Jan en Johan van Maanen, de vierde generatie van de familie, het familiebedrijf over en bouwen in 2005 een nieuw pand op de grens van Rijnsburg en Katwijk.
Het bedrijf opende zijn eerste filiaal buiten de kuststreek in Woerden op 19 augustus 2016. In 2017 volgde een nieuwe vestiging aan de Frederik Hendriklaan in Den Haag. In december van datzelfde jaar benadrukte eigenaar Henk-Jan van Maanen een verschuiving in de bedrijfsfocus. Het bedrijf wilde zich steeds meer richten op horeca-activiteiten en ontwikkelt zich van een klassieke bakker naar een 'bakery café'.
In mei 2021 opende het eerste ijscafé in Noordwijkerhout en in mei 2022 breidde de bakkerijketen uit door de overname van Tijsterman Bakkers, waarmee het aantal vestigingen toenam tot 61. De heropening van de winkels vond plaats op 6 mei, met twee duurzaamheidswinkels, genaamd 'Bakker van Maanen Tweedekans'. In januari 2023 opende het bedrijf zijn eerste winkel in Noord-Brabant en in maart breidde het in Utrecht uit met de overname van locaties van Bakkerij Brokking.

## Crompouce
In oktober 2023 dook de crompouce van Bakker van Maanen overal op TikTok op. De crompouce werd oorspronkelijk geïntroduceerd door de Utrechtse bakker Ulrika Menig maar kreeg nu hernieuwde populariteit. Na het succes van de crompouce opende Bakker van Maanen op 8 november de pop-upwinkel 'House of Crompouce' aan de Prinsengracht in Amsterdam. In dezelfde maand ontstond een conflict over de merknaam 'crompouce', die door Menig in 2020 was vastgelegd. Van Maanen sloot een licentieovereenkomst met haar om de crompouce te mogen blijven verkopen, wat leidde tot een prijsverhoging van het product.